# Manuel Sol
Manuel Sol (* 31. August 1973 in Mexiko-Stadt) ist ein ehemaliger mexikanischer Fußballspieler, der im Mittelfeld agierte.

## Leben

### Verein
Sein erstes Spiel in der mexikanischen Primera División bestritt Sol am 15. August 1992 beim Heimspiel seines Heimatvereins Club Universidad Nacional gegen den Deportivo Toluca FC, das mit 4:1 gewonnen wurde. Sein erstes Tor in der höchsten mexikanischen Spielklasse erzielte er erst zwei Jahre später für seinen nächsten Verein Necaxa im Spiel gegen die Tecos de la UAG, das am 22. Oktober 1994 ausgetragen wurde und 1:1 endete. In seinen beiden Spielzeiten mit den Necaxistas (1994/95 und 1995/96) gewann er jeweils den Meistertitel. 
Seine längste und letzte Station als Profispieler war beim Club Deportivo Guadalajara, für den er in den sechs Jahren zwischen 2001 und 2007 insgesamt 190 Spiele, und somit etwas mehr als die Hälfte seiner gesamten Erstligaeinsätze, absolvierte. Höhepunkt seiner Zeit bei Chivas war der Gewinn eines weiteren Meistertitels in der Apertura 2006.

### Nationalmannschaft
Seinen eisten Einsatz für die mexikanische Nationalmannschaft absolvierte Sol im Rahmen des U.S. Cup 1996 am 8. Juni 1996 gegen Bolivien (1:0), wo er ebenso über die volle Distanz zum Einsatz kam wie in den beiden folgenden Turnierbegegnungen mit Irland (am 12. Juni) und Gastgeber USA (am 16. Juni), die jeweils 2:2 endeten. Sein vierter und letzter Länderspieleinsatz fand im Rahmen eines Testspiels gegen Jamaika (0:1) statt und dauerte nur zwanzig Minuten. 

## Erfolge

### Verein
- Mexikanischer Meister: 1994/95, 1995/96, Ape 2006

### Nationalmannschaft
- Sieger des U.S. Cup 1996